# Trecutul simplu în limba engleză
The Past Simple (numit și The Past Tense Simple, The Past Indefinite sau Preterite) este un timp verbal în limba engleză. În limba română poartă numele de Trecutul simplu, Trecutul nedefinit sau Preteritul nedefinit.
Acest timp exprimă:
- acțiuni petrecute în trecut și care nu mai au legătură cu prezentul;
- timpul folosit pentru redarea narațiunilor;
- acțiuni repetitive petrecute în trecut

În cazul verbelor regulate acest timp se formează cu infinitivul scurt la care se adaugă terminația -(e)d.
În cazul verbelor neregulate (în limba engleză sunt câteva sute) acest timp se formează cu forma a II-a.

## Exemple în cazul verbelor regulate și neregulate
Exemple de folosire a Trecutului simplu pentru verbe regulate:
- I planted the seed on Friday. (verb regulat + ed)
- He arrived by the train yesterday afternoon. (verb regulat + ed)
- When did they get married? (verb regulat + ed)
- We walked to school every day. (verb regulat + ed)
- Charles entered the hall, looked around, took off his coat and sat down. (verb regulat + ed)
- Last year he visited a few European cities - Coimbra, Ljubljana and Radom. (verb regulat + ed)

Exemple de folosire a Trecutului simplu pentru verbe neregulate:
- I came home at 6 o'clock. (verb neregulat forma a II-a)
- Last night I went to the kino. (verb neregulat forma a II-a)

#### Exemple de conjugări
Verbe regulate
- Persoana I-a singular: I listened. (Eu am ascultat).
- Persoana a II-a singular: You listened. (Tu ai ascultat)
- Persoana a III-a singular: He/She/It listened. (El/Ea a ascultat)

- Persoana I-a plural: We listened. (Noi am ascultat).
- Persoana a II-a plural: You listened. (Voi ați ascultat)
- Persoana a III-a plural: They listened. (Ei/ele au ascultat)

Verbe neregulate
- Persoana I-a singular: I spoke.  (Am vorbit.)
- Persoana a II-a singular: You spoke.
- Persoana a III-a singular: He/She/It spoke.

- Persoana I-a plural: We spoke.
- Persoana a II-a plural: You spoke.
- Persoana a III-a plural: They spoke.

## Forma a II-a a verbelor neregulate mai uzuale
| - to be → was/were (a fi →a fost) - to become → became (a deveni →a devenit) - to begin → began (a începe → a început) - to bite → bit (a mușca → a mușcat) - to blow → blew (a sufla → a suflat) - to break → broke (a rupe → a rupt) - to bring → brought (a aduce → a adus) - to build → built (→) - to burn → burned/burnt (→) - to buy → bought (→) - to catch → caught (→) - to choose → chose (→) - to come → came (→) - to cost → cost (→) - to cut → cut (→) - to dig → dug (→) - to do → did (→) - to draw → drew (→) - to dream → dreamed/dreamt (→) - to drink → drank (→) - to drive → drove (→) - to eat → ate (→) - to feel → felt (→) - to fall → fell (→) - to feed → fed (→) - to fight → fought (→) - to find → found (→) - to fly → flew (→) - to forbid → forebade (→) - to forget → forgot (→) - to get → got (→) - to give → gave (→) - to go → went (→) - to grow → grew (→) - to hang → hung (→) - to have → had (→) | - to hear → heard (a auzi → a auzit) - to hide → hid (a ascunde → a ascuns) - to hit → hit (a lovi → a lovit) - to hold → held (→) - to hurt → hurt (→) - to keep → kept (→) - to know → knew (→) - to lay → laid (→) - to learn → learned/learnt (→) - to leave → left (→) - to lend → lent (→) - to let → let (→) - to lie → lay (→) - to light → lit (→) - to lose → lost (→) - to make → made (→) - to mean → meant (→) - to meet → met (→) - to overtake → overtook (→) - to pay → paid (→) - to put → put (→) - to read → read (→) - to ride → rode (→) - to ring → rang (→) - to run → ran (→) - to say → said (→) - to see → saw (→) - to sell → sold (→) - to send → sent (→) - to set → set (→) - to shine → shone (→) - to shoot → shot (→) - to show → showed (→) - to shut → shut (→) - to sing → sang (→) - to sink → sank (→) | - to sit → sat (→) - to sleep → slept (→) - to smell → smelled/smelt (→) - to speak → spoke (→) - to spend → spent (→) - to spill → spilt/pilled (→) - to split → split (→) - to spread → spread (→) - to steal → stole (→) - to stick → stuck (→) - to strike → struck (→) - to swim → swam (→) - to swing → swung (→) - to take → took (→) - to teach → taught (→) - to tell → told (→) - to think → thought (→) - to throw → threw (→) - to understand → understood (→) - to wake → woke (→) - to wear → wore (→) - to win → won (→) - to wind → wound (→) - to write → wrote (→) |

## Forma interogativă și negativă
Forma interogativă
- Persoana I-a singular: Did I speak?  (Am vorbit?)
- Persoana a II-a singular: Did you speak?
- Persoana a III-a singular: Did he/she/it speak?

- Persoana I-a plural: Did we speak?
- Persoana a II-a plural: Did you speak?
- Persoana a III-a plural: Did they speak?

Forma negativă 

Forma negativă se formează cu „did not“ (sau forma prescurtată/contrasă „didn't“). 
- Persoana I-a singular: I did not speak.
- Persoana a II-a singular: You did not speak.
- Persoana a III-a singular: He/She/It did not speak.

- Persoana I-a plural: We did not speak.
- Persoana a II-a plural: You did not speak.
- Persoana a III-a plural: They did not speak.